# Radosz
Radosz – osada w Polsce położona w województwie mazowieckim, w powiecie białobrzeskim, w gminie Stromiec.
W latach 1975–1998 miejscowość należała administracyjnie do województwa radomskiego.